# آلکساندر کوستوف
آلکساندر کوستوف (بلغاری: Александър Димитров Костов؛ زادهٔ ۲ مارس ۱۹۳۸) یک بازیکن فوتبال اهل بلغارستان است.
از باشگاه‌هایی که در آن بازی کرده‌است می‌توان به باشگاه فوتبال لفسکی صوفیه اشاره کرد.
وی همچنین در تیم ملی فوتبال بلغارستان بازی کرده‌است.